# Dabousieh
Dabousieh (tiếng Ả Rập: الدبوسية), còn được gọi là Maarabu-Dabousieh (معربو - الدبوسية), là một ngôi làng Syria nằm ở quận Talkalakh, Homs. Theo Cục Thống kê Trung ương Syria (CBS), Dabousieh có dân số 1.532 người trong cuộc điều tra dân số năm 2004.